# Nariman Mammadov
 (juillet 2025).
Si vous disposez d'ouvrages ou d'articles de référence ou si vous connaissez des sites web de qualité traitant du thème abordé ici, merci de compléter l'article en donnant les références utiles à sa vérifiabilité et en les liant à la section « Notes et références ».
Pour les articles homonymes, voir Mammadov.
Nariman Mammadov (en azéri: Nəriman Həbib oğlu Məmmədov; né le 28 décembre 1927 à Nakhitchevan et mort le 6 avril 2015 à Bakou) est un compositeur azéri, Artiste du peuple de l'Azerbaïdjan. 

## Biographie
Nariman Habib oglu Mammadov, diplômé du départements d'instruments de musique folkloriques et de théorie musicale du École de musique Asaf Zeynally à Bakou, compose depuis ces années sa Suite pour instruments de musique folklorique. La suite est interprétée par l'orchestre d'instruments folkloriques dirigé par le célèbre compositeur et chef d'orchestre Saïd Rustamov. Il poursuit ses études au département d'histoire, de théorie et de composition du Conservatoire d'État d'Azerbaïdjan du nom d'Uzeyir Hadjibeyov.

## Œuvres musicales
Nariman Mammadov  est l'auteur de sept symphonies. Deux d’entre eux sont issus de ses travaux programmatiques. La 3e symphonie est écrite pour l'orgue et est interprétée avec succès à Riga. La quatrième symphonie est dédiée à Huseyn Djavid et la septième symphonie est dédiée à la tragédie de Khojaly. Quatre de ses sept concertos sont écrits pour piano et orchestre symphonique, et le 7e concerto pour flûte et orchestre. Deux de ses concertos pour piano sont conservés dans la collection de la radio de Moscou.
Le ballet Humay, écrit sur la base du poème du même nom de Samad Vurgun, est présenté au Théâtre de l'opéra et du ballet M.F.Akhundov d'Azerbaïdjan dans les années 80. Le genre Mugham est utilisé dans le ballet Humay. L'artiste du peuple de la République Djovdat Hadjiyev déclare à l'époque : « Nariman Mammadov a ouvert une nouvelle page lumineuse de l’histoire de notre ballet avec Humay ».
Nariman Mammadov compose la musique du ballet Cheikh Sanan de Huseyin Djavid.
Nariman Mammadov est l'auteur de plusieurs poèmes symphoniques, des pièces pour orchestre de chambre et des œuvres instrumentales - quatuor, trio et sonate. 
Le genre de la chanson occupe également une place particulière dans sa créativité. Environ 700 chansons de Nariman Mammadov sont enregistrées sur bande, interprétées par des chanteurs éminents d'Azerbaïdjan. Pour les textes de ses chansons, l'auteur se tourne vers les poètes Rasul Rza, Bakhtiyar Vahabzadeh, Fikrat Goja, Nusrat Kasamanli.